# نشاط إشعاعي مستحث

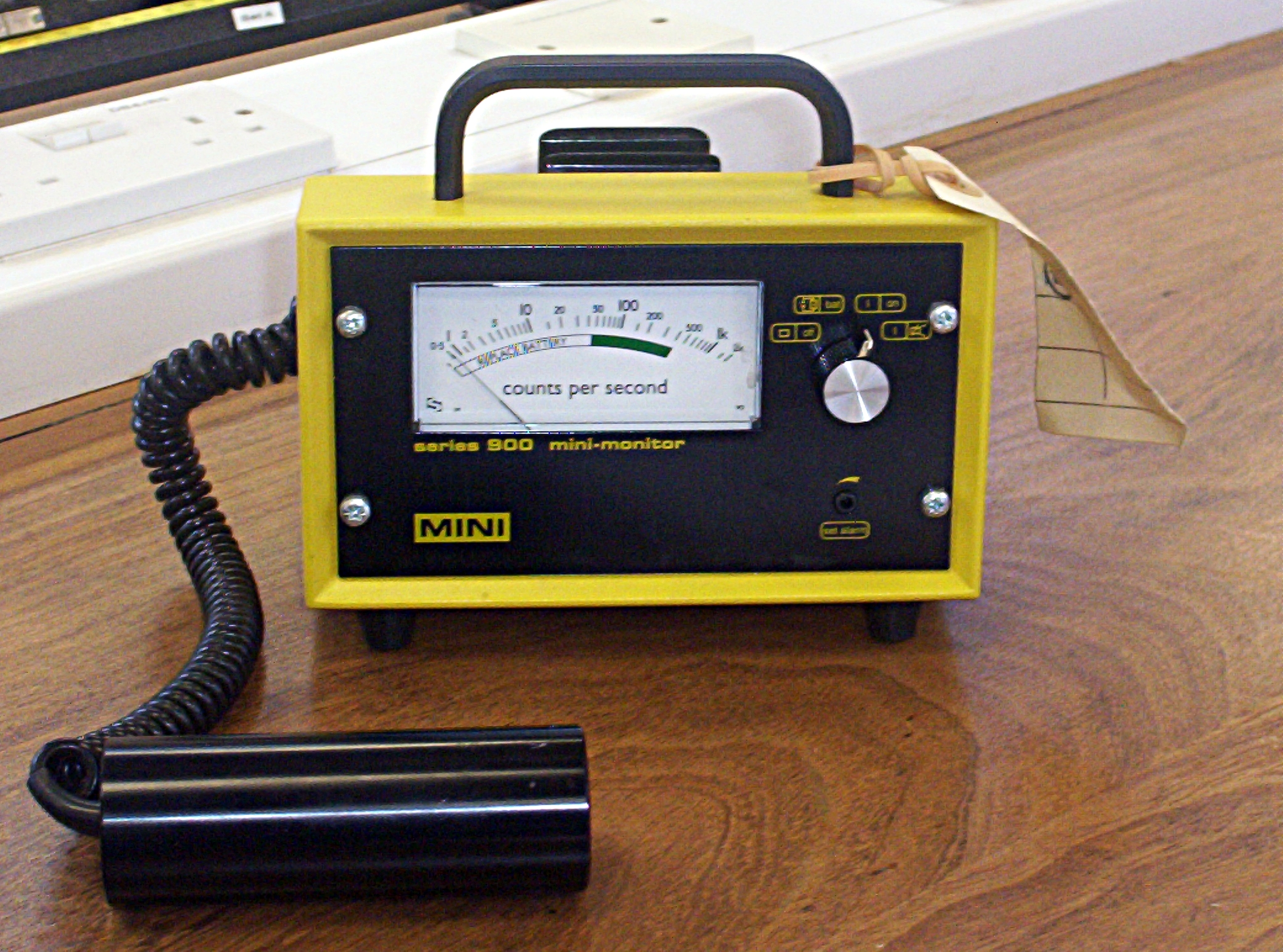

النشاط الإشعاعي المستحث هو نشاط إشعاعي يتم عن طريق تعريض المادة المستقرة للإشعاع لتصبح غير مستقرة وبالتالي مشعة. معظم النشاط الإشعاعي لا ينتج مواد مشعة أخرى. تم اكتشاف هذا النشاط الإشعاعي بواسطة إيرين جوليو-كوري وفردريك جوليو-كوري عام 1934. وهو نشاط إشعاعي صناعي (من صنع الإنسان).
وأظهر إيرين وفردريك أنه عند قذف العناصر الأخف مثل الألومنيوم والبورون بجسيمات α، فإنه يستمر انبعاث الإشعاعات، حتى بعد إزالة مصدر α. كما أظهرا أن الإشعاع يكون بسبب الانبعاثات من الجسيمات التي تحمل شحنة كهربائية واحدة موجبة مع كتلة مساوية لكتلة الإلكترون.
بعض النشاط الإشعاعي المستحث يتم إنتاجه عن طريق الإشعاع الطبيعي، ورغم ذلك فإن الإشعاع الطبيعي غير منتشر بشكل كبير في معظم الأماكن على الأرض، ومقدار النشاط الإشعاعي المستحث في مكان واحد عادة ما يكون صغيراً جداً.
الظروف داخل أنواع معينة من المفاعلات النووية مع تدفق عالٍ للنيوترونات قد يسبب النشاط الإشعاعي المستحث. المكونات الموجودة في تلك المفاعلات قد تصبح مشعة بشكل كبير بسبب الإشعاع التي تتعرض له. النشاط الإشعاعي المستحث يزيد من كمية النفايات النووية التي يجب أن يتم التخلص منها، ولكنه ليس ما يقصد به التلوث الإشعاعي ما لم يكن غير متحكم فيه.

## أشهر النماذج

### التنشيط النيوتروني
التنشيط النيوتروني هو النموذج الرئيسي من النشاط الإشعاعي المستحث، والذي يحدث عندما تقوم الأنوية بالتقاط النيوترونات الحرة. النظير الأثقل يمكن أن يكون مستقراً أو غير مستقر، وذلك اعتماداً على نشاط العنصر الكيميائي. ولأن النيوترونات الحرة تتفكك خارج النواة في غضون دقائق، يمكن الحصول على الإشعاع النيوتروني فقط عن طريق تفكك الأنوية والتفاعلات النووية وردود الفعل ذات الطاقة العالية. النيوترونات التي يتم إبطاؤها بواسطة النيوترونات الحرارية هي أكثر عرضة للالتقاط من الأنوية أكثر من النيوترونات السريعة.

### التفكك الضوئي
نوع آخر أقل شيوعاً وهو التفكك الضوئي. في هذا التفاعل، الفوتونات ذات الطاقة العالية (γ) تصطدم بالنواة مع طاقة أكبر من طاقة ارتباط الذرة لتحرير نيوترون. هذا التفاعل لديه حد أدنى من الطاقة يساوي 2 MeV للديوتيريوم، وحوالي 10 MeV لمعظم الأنوية الثقيلة. العديد من النويدات المشعة التي لا تنتج أشعة γ مع الطاقة مرتفعة بما يكفي لإحداث (الحث على) هذا التفاعل. النظائر المستخدمة في تشعيع الأغذية ذروة الطاقة لديها دون هذا الحد؛ وبالتالي لا يمكن أن تحفز (تحث على) النشاط الإشعاعي في المواد الغذائية.

## انظر ايضاً
- نشاط إشعاعي
- اضمحلال نشاط إشعاعي

## وصلات خارجية
- PhysLink.com - Ask the Experts "Gamma ray food irradiation"